# Heinrich Yorck von Wartenburg
Heinrich Yorck von Wartenburg, né le 16 octobre 1861 à Breslau et mort le 24 février 1923 à Berlin, est une personnalité politique allemande, membre du parlement prussien et membre héréditaire de la Chambre des seigneurs de Prusse.

## Biographie
Heinrich Yorck von Wartenburg appartient à une famille de grands propriétaires terriens de Silésie. Il est le fils aîné du philosophe Paul Yorck von Wartenburg (de) (1835-1897) et de Louise von Wildenbruch. Il étudie le droit en Thuringe, puis à Bonn et à Berlin. Pendant ses études, il rejoint le Corps Borussia Bonn. Depuis 1895, il est administrateur de l'arrondissement de Groß Wartenberg (de) et, de 1898 à 1900, de l'arrondissement d'Ohlau. De 1895 à 1900, il est membre du Parlement prussien. De 1898 à 1918, il est membre de la Chambre des seigneurs de Prusse. De 1911 à 1921, il appartient au parlement provincial de Silésie (de). Pendant la Première Guerre mondiale, il est administrateur de Vilnius et de Suwalki.
Son fils Peter est pendu en 1944 après avoir participé à la préparation de l'attentat du 20 juillet 1944 contre Adolf Hitler.

## Distinctions
- 1911 : docteur honoris causa de l'université de Breslau.
- 1914 : citoyen d'honneur de la ville d'Olawa.